# Halosaurus ridgwayi
Halosaurus ridgwayi är en fiskart som först beskrevs av Fowler, 1934.  Halosaurus ridgwayi ingår i släktet Halosaurus och familjen Halosauridae. Inga underarter finns listade i Catalogue of Life.